# 厚木海軍航空隊

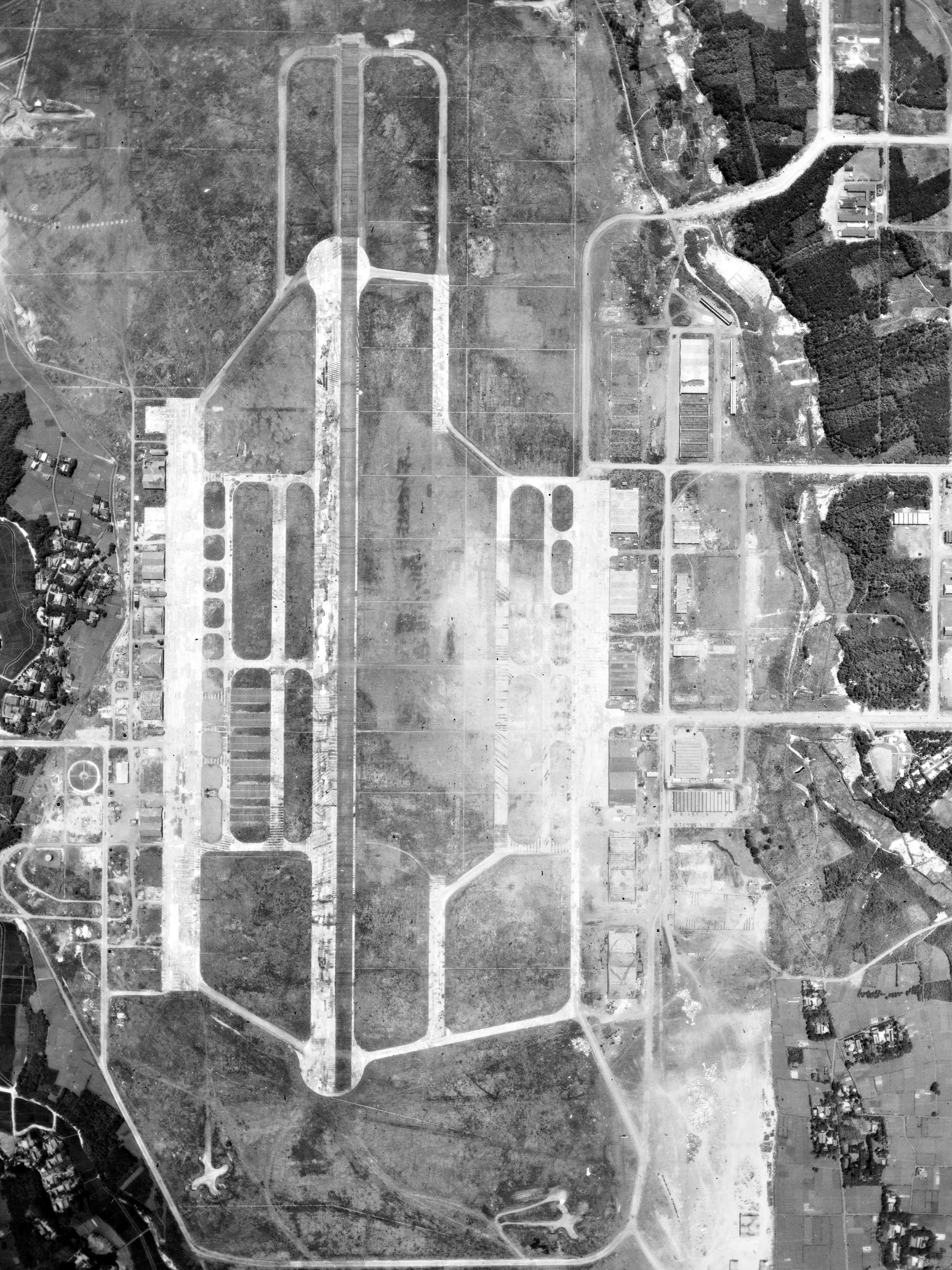
厚木飛行場の空中写真（1947年）
占領が始まって間もない頃の厚木海軍航空隊跡地。

厚木海軍航空隊（あつきかいぐんこうくうたい）および昭和19年2月20日に改称した第二〇三海軍航空隊（だい203かいぐんこうくうたい）は、日本海軍の部隊の一つ。戦闘機部隊として搭乗員の養成、戦闘に従事した。
（「厚木航空隊」の通称で呼ばれる302空については「第三〇二海軍航空隊」を参照）

## 沿革
1943年4月1日、太平洋戦争の進展に伴い不足してきた戦闘機搭乗員の補充要員養成航空隊として厚木基地で開隊した。定数・艦上戦闘機48機・夜間戦闘機12機。第十一航空艦隊所属。築城海軍航空隊が母艦要員練成部隊を担当し、厚木空が基地航空隊要員の練成部隊を担当した。1943年7月1日　第十二航空艦隊新編、第五十一航空戦隊に編入。10月15日マーシャル諸島防空警戒のため、留守部隊として木更津飛行場に進出。
1944年2月20日「第二〇三海軍航空隊」に改称、実施部隊に編入。夜間戦闘機隊を廃止し、定数を艦上戦闘機36機に削減。以降、三〇二空に厚木飛行場を明け渡して帰還することなく各地を転戦した。3月29日千歳飛行場に進出して以後、北海道・千島列島の防空・哨戒に従事。5月21日「東号作戦」発動。20機を関東各地の飛行場に派遣。24日原隊復帰。7月10日組織改編により、戦闘第303飛行隊・戦闘第304飛行隊を編成。月光の保有再開。8月3日第五十一航空戦隊で「N方面空襲部隊」を結成。占守島および美幌飛行場に進出、各16機体制。
1944年9月1日「捷号作戦」準備のため百里飛行場に進出。9月14日戦闘第303飛行隊をT攻撃部隊に供出。N方面空襲部隊は自然消滅。10月13日全機、出水飛行場に進出。10月23日航空総攻撃に備え、ルソン島バンバン飛行場に進出（零戦16機・月光24機）。10月24日航空総攻撃に参加、戦果なし。10月27日マリンダック島上空で空中戦。10月29日クラーク飛行場防空戦に参加。11月2日第二次多号作戦上空護衛。以後、撤退までにフィリピン各地に出撃。16名が神風特攻隊に参加して戦死している。
1944年11月15日第三航空艦隊第二十五航空戦隊に転籍、鹿児島県笠之原飛行場に撤退。戦闘第304飛行隊は第二二一海軍航空隊に移籍。以後、菊水作戦発動まで、笠之原で再編に従事。1945年2月11日　第五航空艦隊直率に転籍。沖縄戦の防空隊となる。戦闘第303飛行隊復帰。3月21日　第七二一海軍航空隊神雷隊の初出撃を護衛、神雷隊は全機撃墜。3月26日南九州各基地にB-29襲来。笠之原防空のため全機出撃、戦果・被害なし。3月29日敵艦載機部隊が南九州を強襲。笠之原防空のため全機出撃。4月1日沖縄の地上戦開始。奄美大島上空に進出し、制空に従事。4月8日「菊水二号作戦」発動。徳之島上空に進出し、制空に従事。4月15日第六〇一海軍航空隊と合同、計10機で沖縄中飛行場を強襲。4月16日敵艦載機部隊が笠之原を強襲、全力迎撃。4月23日　三〇二空・第三三二海軍航空隊・第三五二海軍航空隊の雷電隊で「竜巻部隊」結成。笠之原飛行場は竜巻部隊が優先的に使用することになり、二〇三空の行動は制限される。
1945年5月頃、203空はB29編隊に自爆特攻を行う「天雷特別攻撃隊」の訓練を岩国基地で進めた。1945年5月25日、吉富司令より「この期に及んで大日本帝国海軍航空隊では初めての空中特攻隊を編成し、諸君をその隊員に任命する。この空中特攻隊員は数ある海軍搭乗員の中から選ばれた技量優秀、心身健全、攻撃精神旺盛であると信じている。この作戦を必ず成功させ、本土防衛の礎となってもらいたい。この特攻隊を天雷特別攻撃隊と命名する」と訓示があり、白虎隊、飛龍隊が編成されている。訓練は岩本徹三、田中民穂が教官となり指導をした。8月に2度出撃し、未帰還一機が出たが、特攻する機会はなかった。
1945年5月25日五航艦再編、第七十二航空戦隊に転籍。7月21日築城飛行場に撤退。8月15日終戦。

### 主力機種
- 零式艦上戦闘機
- 月光

### 歴代司令
- 山中龍太郎（昭和18年4月1日 - ）
- 吉富茂馬（昭和20年5月5日－戦後解隊）